# Pedro Florián Huari
Pedro Pablo Florián Huari (Quilmaná, 19 de abril de 1963)  es un  político peruano. Fue alcalde del distrito de Pucusana en 3 ocasiones.

## Biografía
Nació en el distrito de Quilmaná, ubicado en la provincia de Cañete de la ciudad de Lima, el 19 de abril de 1963.
Realizó sus estudios primarios en el Centro Educativo Hilda Carrillo 6010 y los secundarios en la Institución Educativa Emblemática Melitón Carvajal. Entre 1990 y 1991 estudió Logística en Zegel IPAE.
Trabajó en Invermet entre 1988 y 2002, y en la Municipalidad del distrito de Chorrillos (2008). Ha sido asesor de la Municipalidad de Punta Negra (2003) y Coordinador de la Municipalidad de Miraflores (2003-2006). En el año 2009 trabajó en la Universidad Inca Garcilaso de la Vega.

## Carrera política
En el año 1990, inició su participación política en las elecciones municipales de dicho año, siendo elegido como regidor del Municipio del distrito de Pucusana por el Movimiento OBRAS para el periodo 1991-1994. Luego ascendió como teniente alcalde, siendo reelecto para el siguiente 1995-1997 por Cambio 90 - Nueva Mayoría.

### Alcalde de Pucusana
Para las elecciones municipales de 1998, decidió postular como alcalde del distrito de Pucusana por el partido Somos Perú. Florián logró ganar las elecciones para el periodo 1999-2002.
Intentó su reelección en 2 ocasiones sin tener éxito. Luego, en las elecciones municipales del 2010, logró nuevamente su elección por el partido Cambio Radical y reelegido en las elecciones municipales del 2014 por Solidaridad Nacional. En 2014 fue blanco de protestas tras la queja de un grupo de manifestantes sobre un posible fraude a favor de Florián.
Actualmente se encuentra afiliado al partido Podemos Perú donde participó sin éxito en las elecciones municipales del 2022.